# NGC 362
NGC 362 sau Caldwell 104 este un roi globular din constelația Tucanul.  A fost descoperit în 1 august 1826 de către James Dunlop. De asemenea, a fost observat încă o dată în 12 august de către John Herschel.

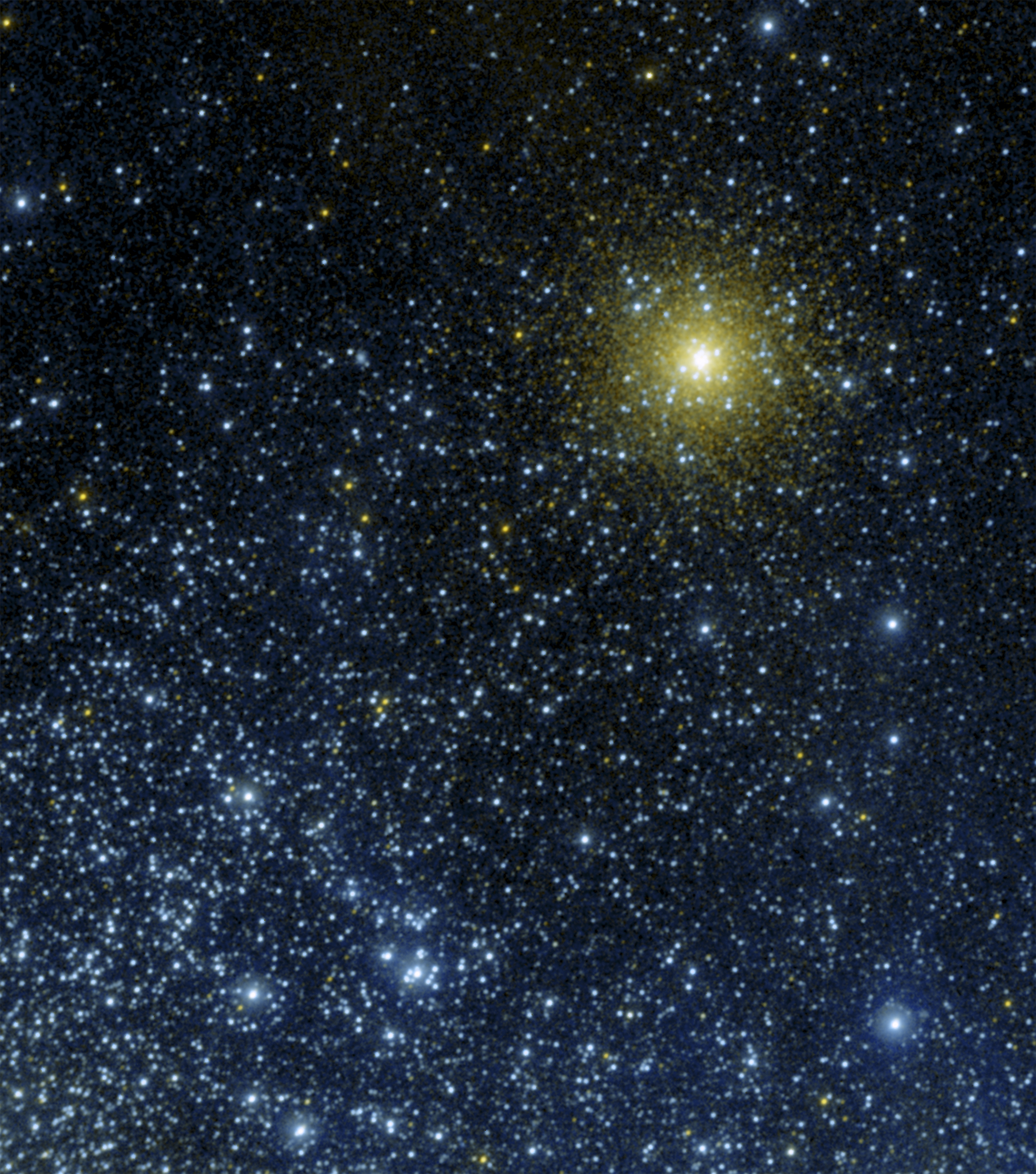
NGC 362 (GALEX)